# Sporting Clube de Bafatá
L'Sporting Clube de Bafatá és un club de Guinea Bissau de futbol de la ciutat de Bafatá. Vesteix de colors verd i blanc.

## Palmarès
- Lliga de Guinea Bissau de futbol:[2]

1987, 2008